# Дзякино (Глазовский район)
Дзя́кино (удм. Ӟакагурт) — село в Глазовском районе Удмуртии, входит в состав Кожильского сельского поселения.

## География
Село расположено на высоте 137 м над уровнем моря.

## Население
| 2010 | 2012 |
| ---- | ---- |
| 718  | ↘702 |

## Улицы
| - ул. Кирова, - ул. Красина, - ул. Мира, - ул. Мичурина, | - ул. Нагорная, - ул. Новая, - ул. Подлесная, - ул. Пушкина, | - ул. Свободы, - ул. Советская, - ул. Торфяная, - ул. Труда. |

## Инфраструктура
В селе функционируют средняя школа, детский сад и участковая больница.

## Транспорт
В селе расположена станция Кожиль Кировского отделения Горьковской железной дороги.